# 扎特夏 (敖德薩州)
47°49′49″N 29°22′26″E / 47.83028°N 29.37389°E
扎特夏（烏克蘭語：Затишшя）是位於烏克蘭西南部的村莊，由敖德萨州波季利斯克区的庫亞利尼克市鎮負責管轄。該村始建於1924年，面積0.57平方公里，海拔高度245米，2001年人口174，人口密度每平方公里305.26人。